# New York Film Critics Circle Awards 2002
La 68ª edizione della cerimonia dei New York Film Critics Circle Awards, annunciata il 16 dicembre 2002, si è tenuta il 12 gennaio 2003 ed ha premiato i migliori film usciti nel corso del 2002.

## Vincitori e candidati

### Miglior film
- Lontano dal paradiso (Far from Heaven), regia di Todd Haynes
- A proposito di Schmidt (About Schmidt), regia di Alexander Payne
- Parla con lei (Hable con ella), regia di Pedro Almodóvar

### Miglior regista
- Todd Haynes - Lontano dal paradiso (Far from Heaven)
- Pedro Almodóvar - Parla con lei (Hable con ella)
- Alexander Payne - A proposito di Schmidt (About Schmidt)

### Miglior attore protagonista
- Daniel Day-Lewis - Gangs of New York
- Jack Nicholson - A proposito di Schmidt (About Schmidt)
- Greg Kinnear - Auto Focus

### Miglior attrice protagonista
- Diane Lane - L'amore infedele - Unfaithful (Unfaithful)
- Julianne Moore - Lontano dal paradiso (Far from Heaven)
- Isabelle Huppert - La pianista (La pianiste)

### Miglior attore non protagonista
- Dennis Quaid - Lontano dal paradiso (Far from Heaven)
- Chris Cooper - Il ladro di orchidee (Adaptation.)
- Willem Dafoe - Auto Focus

### Miglior attrice non protagonista
- Patricia Clarkson - Lontano dal paradiso (Far from Heaven)
- Parker Posey - Personal Velocity - Il momento giusto (Personal Velocity)
- Hope Davis - A proposito di Schmidt (About Schmidt)

### Miglior sceneggiatura
- Charlie Kaufman - Il ladro di orchidee (Adaptation.)
- Alexander Payne e Jim Taylor - A proposito di Schmidt (About Schmidt)
- Dylan Kidd - Roger Dodger

### Miglior film in lingua straniera
- Y tu mamá también - Anche tua madre (Y tu mamá también), regia di Alfonso Cuarón • Messico/Stati Uniti d'America
- Parla con lei (Hable con ella), regia di Pedro Almodóvar • Spagna
- A tempo pieno (L'Emploi du temps), regia di Laurent Cantet • Francia

### Miglior film di saggistica
- Standing in the Shadows of Motown, regia di Paul Justman
- The Kid Stays in the Picture, regia di Robert Evans
- Bowling a Columbine (Bowling for Columbine), regia di Michael Moore

### Miglior film d'animazione
- La città incantata (千と千尋の神隠し), regia di Hayao Miyazaki

### Miglior fotografia
- Edward Lachman - Lontano dal paradiso (Far from Heaven)
- Michael Ballhaus - Gangs of New York
- Conrad Hall - Era mio padre (Road to Perdition)

### Miglior opera prima
- Dylan Kidd - Roger Dodger
- Rob Marshall - Chicago
- Zacharias Kunuk - Atanarjuat il corridore (ᐊᑕᓈᕐᔪᐊᑦ)

### Menzione speciale
- Kino International per il restauro di Metropolis